# Прожектор (Белыничский район)
Прожектор — посёлок в составе Запольского сельсовета Белыничского района Могилёвской области Республики Беларусь.

## Географическое положение
Ближайшие населённые пункты: Ананьевка, Заполье, Сковородка.